# Petar Popzlatev
Peter Zlatev Popzlatev (en búlgar Петър Златев Попзлатев) és un director búlgar.

## Biografia
Va estudiar a la Sorbona i a l'Institut Louis Lumiere (es va graduar el 1978). Irromp al cinema amb el documental "Truden izbor". El seu primer llargmetratge va ser "Az, grafinyata", que va guanyar un premi a la millor pel·lícula a Torí (1989); Gren Premi del Jurat a Angers (1990); Dofí de plata per a la direcció i Dofí de plata per a la fotografia (1990) al Festroia de Setúbal, Portugal; premi FIPRESCI (1989) i premi a un paper femení al Festival de la Creu Roja de Varna (1989).
També va dirigir i produir les coproduccions búlgaro-franceses "Neixto vŭv vŭzdukha" (premi dels distribuïdors de cinema europeus a Canes 1993) i "I Gospod sleze da ni vidi" (premi a la direcció, premi de la crítica de cinema i premi a la millor adaptació d'una obra literària al festival de cinema búlgar "Rosa Daurada" 2004).

## Filmografia
- Truden izbor (1982) – documental
- Baixti ot bronz (1984) – documental
- Komi, khorata (1985) – documental
- Protsesŭt (1986) – documental
- Txujdenetsŭt (1987) – documental
- Avtorŭt... modela (1988) – documental
- Az, grafinyata (1989)
- Neixto vŭv vŭzdukha (1993)
- I Gospod sleze da ni vidi (2003)
- Naixite detsa (2005) – documental
- Az sŭm ti (2012)
- Vermeto e naixe (2018)